# گمینا کومپراخچیتسه
گمینا کومپراخچیتسه (به لهستانی:  Gmina Komprachcice) یک گمینا در لهستان است که در شهرستان اوپوله واقع شده‌است. گمینا کومپراخچیتسه ۵۵٫۸۷ کیلومتر مربع مساحت و ۱۱٬۲۴۹ نفر جمعیت دارد.